# Ensiferum
Ensiferum este o formație finlandeză de folk metal. Membrii trupei se autointitulează drept o trupă de „melodic folk metal”.
In 21 aprilie , ei si-au incheiat marele turneu Return of the one man army" , care a avut loc de-a lungul tuturor capitalelor din Europa , ultima fiind Berlin.Ei i-au avut ca trupe deschizatoare de concert pe Heidra , o trupa de folk metal si Fleshgod Apocalypse , trupa de death metal italian.

## Discografie

### AlbumeLP
- 2001 : Ensiferum

- 2004 : Iron

- 2005 : 1997–1999

- 2007 : Victory Songs

- 2009 : From Afar

- 2012 : Unsung heroes

- 2015 : One man army

- 2017 : Two Paths

- 2020 : Thalassic

- 2024 : Winter Storm

### AlbumeEP
- 2006 : Dragonheads
- 2014 : Suomi Warmetal